# Vuelta al País Vasco 2003
La XLIII Vuelta al País Vasco, disputada entre el 7 y el 11 de abril de 2003, estaba dividida en 5 etapas para un total de 753 km. El español Iban Mayo se impuso en la clasificación general. 

## Etapas
| Etapa        | Fecha       | Recorrido                         | km  | Vencedor de la Etapa | Líder de la general |
| ------------ | ----------- | --------------------------------- | --- | -------------------- | ------------------- |
| 1ª           | 7 de abril  | Legazpia > Legazpia               | 129 | Iban Mayo            | Iban Mayo           |
| 2ª           | 8 de abril  | Legazpia > Plencia                | 158 | Ángel Vicioso        | Ángel Vicioso       |
| 3ª           | 9 de abril  | Plencia > Vitoria                 | 191 | Alejandro Valverde   | Ángel Vicioso       |
| 4ª           | 10 de abril | Vitoria > Santesteban             | 171 | Marco Pinotti        | Ángel Vicioso       |
| 5ª-1ª sector | 11 de abril | Santesteban > Fuenterrabía        | 91  | Iban Mayo            | Iban Mayo           |
| 5ª-2ª sector | 11 de abril | Fuenterrabía > Fuenterrabía (CRI) | 13  | Iban Mayo            | Iban Mayo           |
| Totale       | Totale      | Totale                            | 753 |                      |                     |

## Clasificación general
| Posición | Ciclista             | Equipo             | Tiempo    |
| -------- | -------------------- | ------------------ | --------- |
|          | Iban Mayo            | Euskaltel-Euskadi  | 18h59'23" |
| 2        | Tyler Hamilton       | Team CSC Tiscali   | a 11"     |
| 3        | Samuel Sánchez       | Euskaltel-Euskadi  | a 23"     |
| 4        | Dario Frigo          | Fassa Bortolo      | a 1'07"   |
| 5        | Alejandro Valverde   | Kelme-Costa Blanca | a 1'15"   |
| 6        | Aitor Osa            | Banesto            | a 1'30"   |
| 7        | Michael Rasmussen    | Rabobank           | a 1'39"   |
| 8        | Wladimir Belli       | Lampre             | a 1'46"   |
| 9        | Ángel Vicioso        | ONCE-Eroski        | a 1'51"   |
| 10       | Alexandre Vinokourov | Team Telekom       | a 2'01"   |